# 10994 Fouchard
10994 Fouchard eller 1978 EU9 är en asteroid i huvudbältet som upptäcktes den 15 mars 1978 av den amerikanska astronomen Schelte J. Bus vid Palomar-observatoriet. Den är uppkallad efter Marc Fouchard.
Asteroiden har en diameter på ungefär 8 kilometer och den tillhör asteroidgruppen Koronis.